# ヴォイチェフ・スクーピエン
ヴォイチェフ・スクーピエン（Wojciech Skupień、1976年3月9日 - ）は、ポーランド出身の元スキージャンプ選手、ポーランド軍の軍人でもある。1990年代から2000年代にかけて活躍した。

## プロフィール
ザコパネ出身。8歳でスキージャンプを始め、1992年12月に16歳でスキージャンプ・ワールドカップにデビューしラージヒルで42位となった。
翌1993年ノルディックスキー世界選手権代表に抜擢されたが、ラージヒル33位、ノーマルヒルでは45位だった。以後世界選手権には1995年、1997年、1999年、2001年と計5度出場し、個人では2001年のノーマルヒル15位が最高位、団体では同じく2001年のノーマルヒルで5位になったのが最高位である。
1993年12月17日にクーシュベルで20位となり初めてワールドカップポイントを獲得、なおこのシーズンからポイント付与対象が30位までに拡大された。
1994年のリレハンメルオリンピックではラージヒル31位、ノーマルヒル29位。1998年の長野オリンピックではノーマルヒル32位、ラージヒルではオリンピックでの自己最高11位となった。自身3度目のソルトレイクシティオリンピックではノーマルヒル42位に終わった。
ワールドカップでは6位が自己最高位で総合では1999-2000シーズンに38位となっている。2002年以降はスキージャンプ・コンチネンタルカップへの出場が多くなり、2007年1月12日には札幌・宮の森（兼札幌オリンピック記念国際スキージャンプ競技大会）で優勝している。
ポーランド選手権では1995年と1996年にノーマルヒル優勝、1994年と2001年にラージヒルで優勝、その他2位6回、3位3回。
2008年現役引退。既婚で子供が3人いる。